# Лудолф I фон Щайнфурт
Лудолф I фон Щайнфурт (на немски: Ludolf I von Steinfurt; † сл. 1147) е господар на Щайнфурт.

## Произход
Той е брат на Рудолф I фон Щайнфурт († сл. 1136) и на Удо († 1141), епископ на Оснабрюк (1137 – 1141).

## Деца
Лудолф I фон Щайнфурт има децата:
- Рудолф II фон Щайнфурт († 1194)
- Бернхард фон Щайнфурт († 24/25 юли 1193), каноник в Мюнстер (1168 – 1193) и Хилдесхайм (1188)
- Лудолф фон Щайнфурт († сл. 1189)
- Демут фон Щайнфурт, омъжена за Видекинд фон Оезеде († ок. 1118)